# امام علی (مجموعه تلویزیونی)
امام علی یک مجموعه تلویزیونی تاریخی ایرانی است که به نویسندگی و کارگردانی داوود میرباقری در صدا و سیمای جمهوری اسلامی ایران تهیه و ساخته شده است. این مجموعه به پنج سال پایانی زندگی علی ابن ابی طالب می‌پردازد. ساخت این مجموعه از سال ۱۳۷۰ آغاز شد و تکمیل آن ۱۹ ماه به طول انجامید. این مجموعه در سال ۱۳۷۵ پخش شد.
امام علی یکی از پربیننده‌ترین آثار تلویزیونی ایران در دهه ۱۳۷۰ بود. از این مجموعه تلویزیونی نسخه سینمایی نیز تهیه شده است.

## داستان
داستان این سریال از اواخر دورهٔ خلافت عثمان بن عفان، سومین خلیفه راشدین شروع و تا پنج سال انتهایی و دوران خلافت و زندگی علی بن ابی‌طالب می‌پردازد.

## بازیگران و گویندگان[۷]
| بازیگران          | نقش‌ها           | صداپیشگان         |
| ----------------- | --------------- | ----------------- |
| داریوش ارجمند     | مالک اشتر       | منوچهر اسماعیلی   |
| مهدی فتحی         | عمرو عاص        | مهدی فتحی         |
| بهزاد فراهانی     | معاویه          | بهزاد فراهانی     |
| محمدرضا شریفی‌نیا  | ولید            | محمدرضا شریفی‌نیا  |
| سیروس گرجستانی    | اباقطام         | حسین معمارزاده    |
| اصغر همت          | مروان           | اصغر همت          |
| ویشکا آسایش       | قطام            | مینو غزنوی        |
| انوشیروان ارجمند  | اشعث            | ژرژ پطرسی         |
| چنگیز وثوقی       | وردان           | خسرو شایگان       |
| سعید نیک‌پور       | عمار یاسر       | بهرام زند         |
| جواد خدادادی      | ابوذر           | ناصر احمدی        |
| عنایت شفیعی       | جُندَب            | عنایت شفیعی       |
| عنایت بخشی        | ابن وهب         | عنایت بخشی        |
| منصور والامقام    | زُبَیر            | سیامک اطلسی       |
| منوچهر لاریجانی   | طلحه            | پرویز ربیعی       |
| پرویز پرستویی     | محمد بن ابی‌بکر  | پرویز پرستویی     |
| سیاوش شاکری       | ابوزبید         | امیرهوشنگ قطعه‌ای  |
| حبیب دهقان‌نسب     | حرث             | همت مومی‌وند       |
| ابولفضل شاه‌کرم    | حارث            | پرویز پرستویی     |
| جمشید مشایخی      | ابن مسعود       | منوچهر اسماعیلی   |
| داوود رشیدی       | حکیم            | احمد رسول‌زاده     |
| رضا کرم‌رضایی      | طلیحه بن خُویلد  | جواد پزشکیان      |
| اکبر عبدی         | مترجم           | اکبر عبدی         |
| جهانگیر فروهر     | ابوسفیان        | ایرج دوستدار      |
| عباس امیری        | ابوموسی اشعری   | پرویز بهرام       |
| علی آزاد          | ابن‌عباس         | بهروز رضوی        |
| فخری خوروش        | دایهٔ ولید       | رفعت هاشم‌پور      |
| توران مهرزاد      | اسماء           | نیکو خردمند       |
| پروانه معصومی     | هاجر            | ژاله کاظمی        |
| فریده سپاه‌منصور   | همسر ابوذر      | فریده سپاه‌منصور   |
| شهره لرستانی      | مریم            | شهره لرستانی      |
| آزیتا حاجیان      | کنیز رومی       | آزیتا حاجیان      |
| سرور نجات‌الهی     | همسر ولید       | ژاله کاظمی        |
| حسین پناهی        | ابن خباب        | حسین پناهی        |
| رحمان باقریان     | عثمان بن حنیف   | رحمان باقریان     |
| علی‌اصغر گرمسیری   | ژنده‌پوش         |                   |
| باقر صحرارودی     | کعب‌الاحبار      | اکبر منانی        |
| مرتضی ضرابی       | ساحر            | معصومه تقی‌پور     |
| نعمت‌الله گرجی     | پیرمرد          | ایرج دوستدار      |
| حسین خانی‌بیک      | دینار           | بهرام زند         |
| عزیز هنرآموز      | عقیل            | خسرو شمشیرگران    |
| سروش خلیلی        | پیک             | مهدی آرین‌نژاد     |
| احمد قدکچیان      | تاجر            | حسین معمارزاده    |
| آتش تقی‌پور        | سعدون           | آتش تقی‌پور        |
| علی زندی          | سعد بن ابی‌وقاص  | محمدعلی دیباج     |
| نادر رجب‌پور       | ابن عامر        | ناصر خاوری        |
| رضا خندان         | عدی             | ناصر نظامی        |
| کریم اکبری مبارکه | ابن ملجم        | مازیار بازیاران   |
| فخرالدین صدیق‌شریف | ابن عدیس        | فخرالدین صدیق‌شریف |
| اکبر سنگی         | عبدالله بن زبیر | محمد عبادی        |
| محمدرضا حقگو      | سعید بن عاص     | تورج مهرزادیان    |
| شهروز ملک‌آرایی    | قیس             | شهروز ملک‌آرایی    |
| فرهاد اصلانی      | یزید            | فرهاد اصلانی      |
| منوچهر علی‌پور     | ابو زینب اسدی   | منوچهر علی‌پور     |
| حمید عبدالملکی    | ابومورع         | ولی‌الله مؤمنی     |
| فرید سجادی        | مخدوج – اعرابی  |                   |
| فرحناز منافی ظاهر | همسر حرث        | ژیلا اشکان        |
| فرحناز مهر        | همسر حارث       | فریبا شاهین‌مقدم   |
| اسمعیل بختیاری    | زید بن حصین     | خسرو شمشیرگران    |
| عباس وفایی        | محمد بن طلحه    |                   |
| محمود مقامی       | محمد حنفیه      | سعید مظفری        |
| احمد نمازی        | نعمان           | مهدی آرین‌نژاد     |
| محمدولی احمدلو    | قاصد            | امیرهوشنگ قطعه‌ای  |
| محمد کیلانی       | یزید بن اسد     |                   |
| محسن قاضی‌مرادی    | فاروق           | جواد پزشکیان      |
| کامران فیوضات     | مغیره           | ‌همت مومی‌وند       |
| حسن میرباقری      | ابراهیم اشتر    |                   |
| فریبا غلامی       | همسر ابن خباب   |                   |
| حسین کسری         | صعصعه           | فریدون اسماعیلی   |
| بهمن زرین‌پور      | عبدالله بن عمر  | حمید منوچهری      |
| امیر باران‌لوئی    | عبیدالله بن عمر |                   |
| پرویز شاهین‌خو     | اباالحق         | مرتضی احمدی       |
| محمدتقی شریفی‌نوری | نیار اسلمی      | مهدی آرین‌نژاد     |
| جهانسوز فولادی    | کارگزار قلزم    | همایون ایرانپوی   |
| حسین پرستار       | ابان            | امیرمحمد صمصامی   |
| محمودرضا طاهری    | ارشد            |                   |
| قاسم پاکرو        | حرقوص بن زهیر   | خسرو شمشیرگران    |
| حمید شوقی         | سردار سزار      |                   |
| رضا آتشین         | ابوالاعور       |                   |
| نرگس رحمان‌نسب     | نائله           | مهوش افشاری       |
| علی آزادمنش       | عماره           | حمید منوچهری      |
| مهوش وقاری        | همسر عماره      | مهین برزوئی       |
| علیرضا شکرآبی     | پسر عماره       | امیرمحمد صمصامی   |
| احمد سرفراز       | دروازه‌بان کوفه  | مهدی آرین‌نژاد     |
| حسین کاتبی        | حرقوص           | بیژن علی‌محمدی     |
| محمد آزادی        | امیر دزدان      |                   |
| رامین پزشکی       | عبدالله         |                   |
| سعید بیدختی       | اسماعیل         |                   |
| جواد کیالی        | سهل بن حنیف     | مهدی آرین‌نژاد     |
| علی‌اصغر نجات      | امیر مصر        |                   |
| اکرم حاج‌حسنی      | کنیز ابوسفیان   | مریم صفی‌خانی      |
| اکبر بلندی        | شریح            |                   |
| عزیز بهرامی       | خادم شیخ        |                   |
| محسن خرم‌دره       | اعرابی          |                   |
| امیر سلیمانی      | جنگاور رومی     |                   |
| محسن موسوی        | گرگ             |                   |
| محمد نمازی        | کاروان‌سالار     |                   |
| ناهید هشیار       | بانوی نقابدار   |                   |
| حسین حسین‌زاده     | اعرابی          |                   |
| سلامی             | قاصد رومی       |                   |
| فرامرزیان         | اعرابی          |                   |
| جهانبخش           | آهنگر           | بهمن هاشمی        |
| غفاری             | حمراء           | عباس سعیدی        |
| حبیب‌پور           | خادم مسجد       | رحمان باقریان     |
| مهدی پارسا        | اعرابی          |                   |
| دره هلالات        | مادر یزید       |                   |
| فقیهه سلطانی      | کنیز معاویه     |                   |
| فخری سلطانی       | کنیز معاویه     |                   |
| آناهیتا مهر       | کنیز معاویه     |                   |
| آرش سجادی         | نوجوان جمل      |                   |
| مهراوه شریفی‌نیا   | کودکی قطام      |                   |
| روزبه سجادی       | کودکی حارث      |                   |
| احسان سجادی       | کودکی حرث       |                   |
| مریم توکلی        | دختر ابوذر      |                   |
| سیاوش گرجستانی    | کودک عرب        |                   |
| حامد میرباقری     | کودک عرب        |                   |

## عوامل تولید
| سمت                    | اجرا کننده                  |
| ---------------------- | --------------------------- |
| نویسنده و کارگردان     | داوود میرباقری              |
| طراح صحنه، لباس و دکور | مجید میرفخرایی              |
| طراحی گریم             | عبدالله اسکندری مهری شیرازی |
| مدیر دوبلاژ            | بهرام زند                   |
| صدا                    | محسن روشن                   |
| موسیقی                 | فرهاد فخرالدینی             |
| تدوین                  | مهرزاد مینویی               |
| مدیر فیلمبرداری        | مازیار پرتو                 |
| تهیه‌کننده              | محمد بیک‌زاده                |

## تولید
سال ۱۳۷۰، در زمان ریاست محمد هاشمی رفسنجانی بر سازمان صدا و سیما، داوود میرباقری فیلمنامه سریالی با عنوان «خاری در گلو» را براساس زندگی علی ابن ابی طالب به صدا و سیما ارائه داد. از میرباقری خواسته شد فیلمنامه‌اش را بازنویسی کند و این روند و اعمال اصلاحیه‌ها تا چند بار تکرار می‌شود. سرانجام با تأیید مسؤولان وقت تلویزیون، نخستین سریال مهم تاریخی مذهبی صدا و سیما در چنین ابعادی کلید خورد. «خاری در گلو» که اشاره به خطبه «شقشقیه» علی در نهج البلاغه دارد، در سال ۱۳۷۳ با حضور ۱۵۰ بازیگر اصلی و بیش از ۵ هزار هنرور از نیروهای ارتش مقابل دوربین رفت.
فیلمبرداری امام علی از ۲۱ آبان ۱۳۷۰ کلید خورد. امام علی در ۱۹ ماه فیلمبرداری ساخته شد.

### هزینه
امام علی در اوایل دهه هفتاد با بودجه‌ای در حدود ۲۷ میلیون تومان به عنوان یک تله‌تئاتر مقابل دوربین رفت. این مجموعه در طول مدت ساخت بیش از ۱۰ بار دچار اصلاح برآورد شد و در نهایت با بودجه‌ای معادل ۲۶۹ میلیون تومان به پایان تولید رسید. در این مجموعه داریوش ارجمند (در نقش مالک اشتر) ماهانه ۹۵ هزار تومان دستمزد می‌گرفت که در نهایت دستمزد این هنرپیشه به ۱۴٫۵ میلیون تومان رسید.

## موسیقی
موسیقی سریال امام علی توسط فرهاد فخرالدینی ساخته شده است. موسیقی تیتراژ را نیز صدیق تعریف اجرا کرده است.

### فهرست آهنگ‌ها
موسیقی همهٔ ترانه‌ها توسط فرهاد فخرالدینی ساخته شده‌است.
| شماره      | نام            | مدت     |
| ---------- | -------------- | ------- |
| ۱.         | «کل صبح»       | ۶:۲۲    |
| ۲.         | «مالک اشتر»    | ۳:۱۹    |
| ۳.         | «رقص خنجر»     | ۵:۲۸    |
| ۴.         | «قطام»         | ۴:۱۳    |
| ۵.         | «کاخ سبز»      | ۴:۴۰    |
| ۶.         | «تنهایی»       | ۱۰:۰۷   |
| ۷.         | «دیدار»        | ۱:۵۱    |
| ۸.         | «همای رحمت»    | ۳:۱۴    |
| ۹.         | «کاروان عایشه» | ۳:۰۸    |
| ۱۰.        | «سوران ۱»      | ۳:۱۹    |
| ۱۱.        | «عروسی ابوذر»  | ۳:۰۷    |
| ۱۲.        | «سپاه علی (ع)» | ۳:۴۴    |
| ۱۳.        | «سپاه معاویه»  | ۱:۵۱    |
| ۱۴.        | «جنگ صفین»     | ۳:۴۸    |
| ۱۵.        | «سواران ۲»     | ۱:۳۱    |
| ۱۶.        | «شربت مرگ»     | ۲:۳۸    |
| ۱۷.        | «شهادت»        | ۱:۴۴    |
| مجموع مدت: | مجموع مدت:     | ۱:۰۴:۰۴ |

## پخش
صدا و سیما تا پیش از سریال امام علی، مجموعه‌ای با این گستردگی و وسعت تولید نکرده بود. به‌ویژه که حساسیت‌های مسلمانان و صدا و سیما همیشه در قبال سوژه‌های مذهبی به‌شدت بالا بوده و این مسئله در دهه ۷۰ نیز بیشتر از همیشه حس می‌شد. گرچه ساخت و پخش این سریال، مسیر را برای تولید آثاری پرهزینه با مایه‌های مذهبی هموار کرد.
ساخت سریال حدود چهار سال به طول انجامید و به دلیل پیشگام بودن مجموعه در قیاس با دیگر تولیدات صدا و سیما تا آن زمان، سازندگان با مسائل و دغدغه‌های زیادی مواجه شدند، اما سرانجام این سریال که ساخت آن در ۲۱ آبان سال ۷۰ در شهرک سینمایی غزالی آغاز شده بود بعد از پنج سال از مرداد تا بهمن سال ۷۵ روی آنتن شبکه یک سیما رفت.

### پخش 4K
سریال امام علی با همکاری آرشیو مرکزی و امور لابراتور فیلم اداره کل آرشیو صداوسیما به نسخه باکیفیت ۴K تبدیل و آماده‌سازی شد و از ۱۲ اسفندماه سال ۱۴۰۳، همزمان با ایام ماه رمضان پخش شد.

## اعتراضات
نمایش بخش‌هایی از امام علی، به‌ویژه صحنه‌های مربوط به کشته شدن خلیفه سوم و آغاز خلافت علی، در میان برخی از ایرانیان اهل سنت مورد انتقاد قرار گرفت. اعتراض امام جمعه اهل سنت کرمانشاه، ملامحمد ربیعی، به این مجموعه، و مرگ او، باعث بروز اعتراضات گسترده خیابانی در کرمانشاه، جوانرود و روانسر شد. این اعتراضات به درگیری‌هایی منجر شد که طی آن بیش از ۱۰ نفر کشته، ده‌ها نفر زخمی و عده‌ای بازداشت شدند.